# 描里瓦
描里瓦（他加祿語：Baliuag）是菲律賓布拉干省的一座自治市。面積45.05平方公里。根據2010年人口普查結果，描里瓦擁有149,954名居民。現下轄27個描籠涯。